# Jesse Rodriguez
Jesse Rodríguez (San Antonio, 20 gennaio 2000) è un pugile statunitense.
È detentore del titolo mondiale WBC dei pesi supermosca oltre che quello della rivista The Ring. In precedenza ha ottenuto titoli in altre due categorie di peso oltre che essere stato campione unificato dei titoli IBF e WBO nei pesi mosca dal 2022 al 2023.

## Carriera
Dopo aver eccelso a livello amatoriale, vincendo due campionati nazionali giovanili nel 2015 e 2016 ed aver vinto un argento mondiale ai campionati del mondo giovanili nel 2015, Rodriguez passa al professionismo, debuttando il 10 marzo 2017 contro Mauricio Cruz. 
Vince il titolo vacante WBC dei pesi supermosca nel febbraio 2022 sconfiggendo per decisione unanime il messicano Carlos Cuadras. Nel giugno del 2024, Rodriguez sconfigge per knockout il messicano Juan Francisco Estrada riuscendo ad ottenere i titoli WBC e The Ring dei pesi supermosca.